# Calle Vieja del Castillo
La calle Vieja del Castillo es una vía pública de la ciudad española de Sagunto.

## Descripción
La vía discurre desde la calle de los Dolores hasta cruzarse con la del Castillo y luego sigue y completa otro trecho. Aparece descrita en el Nomenclator de las calles, plazas y puertas antiguas y modernas de la ciudad de Sagunto (1901) de Antonio Chabret y Fraga con las siguientes palabras:

Vieja del Castillo (calle). Se entra por la de los Dolores y desemboca en el camino del Castillo. Esta denominación la impuso la falsa erudición de principios del siglo XIX, porque la calle que merece verdaderamente el dictado de antigua, es la que hoy llamamos á secas del Castillo, por las razones que he dado en dicho artículo.
(Chabret y Fraga, 1901b, p. 92)